# أبراج يوكوهاما الثلاثة

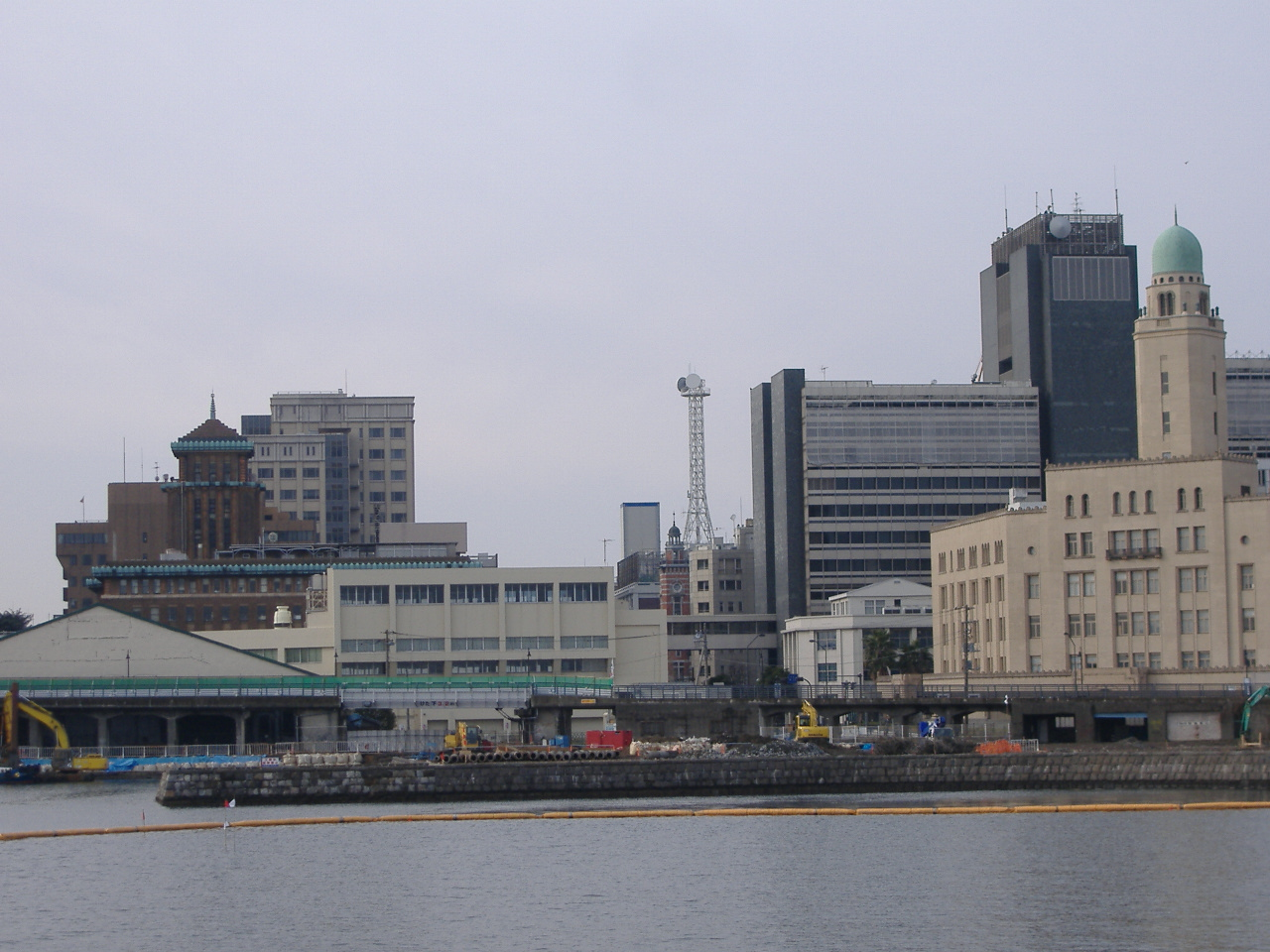
منظر لأبراج يوكوهاما الثلاثة.

أبراج يوكوهاما الثلاثة هي مجموعة من الأبراج التاريخية في ميناء يوكوهاما في اليابان، وقد أعطيت الأبراج الثلاثة عدة ألقاب وهي: الملك والملكة وجاك، أفضل منطقة لمشاهدة الأبراج الثلاثة هو رصيف أوسان باشي، وهو الرصيف الرئيسي للركاب في بوابة يوكوهاما.

## الأبراج الثلاثة
الأبراج الثلاثة هي:
- مبنى جمارك يوكوهاما (الملكة).
- مكتب محافظة كاناغاوا (الملك).
- القاعة التذكارية لميناء يوكوهاما (جاك).

## الأسطورة
تقول الأسطورة أنه إذا ذهبت إلى أي مكان بحيث يمكنك أن ترى جميع المباني الثلاثة في نفس الوقت سيتم منحك رغباتك، أصل هذه الأسطورة مختلف، هناك قول أن البحارة الأجانب الذين جاؤا برغباتهم بعد أن نظرو في الأبراج الثلاثة في وقت واحد، مقولة أُخرى تتحدث عن سبب جلب الأبراج للحظ، وذلك بسبب أن الأبراج الثلاثة صمدت أمام زلزال كانتو الكبير 1923.

## الصور

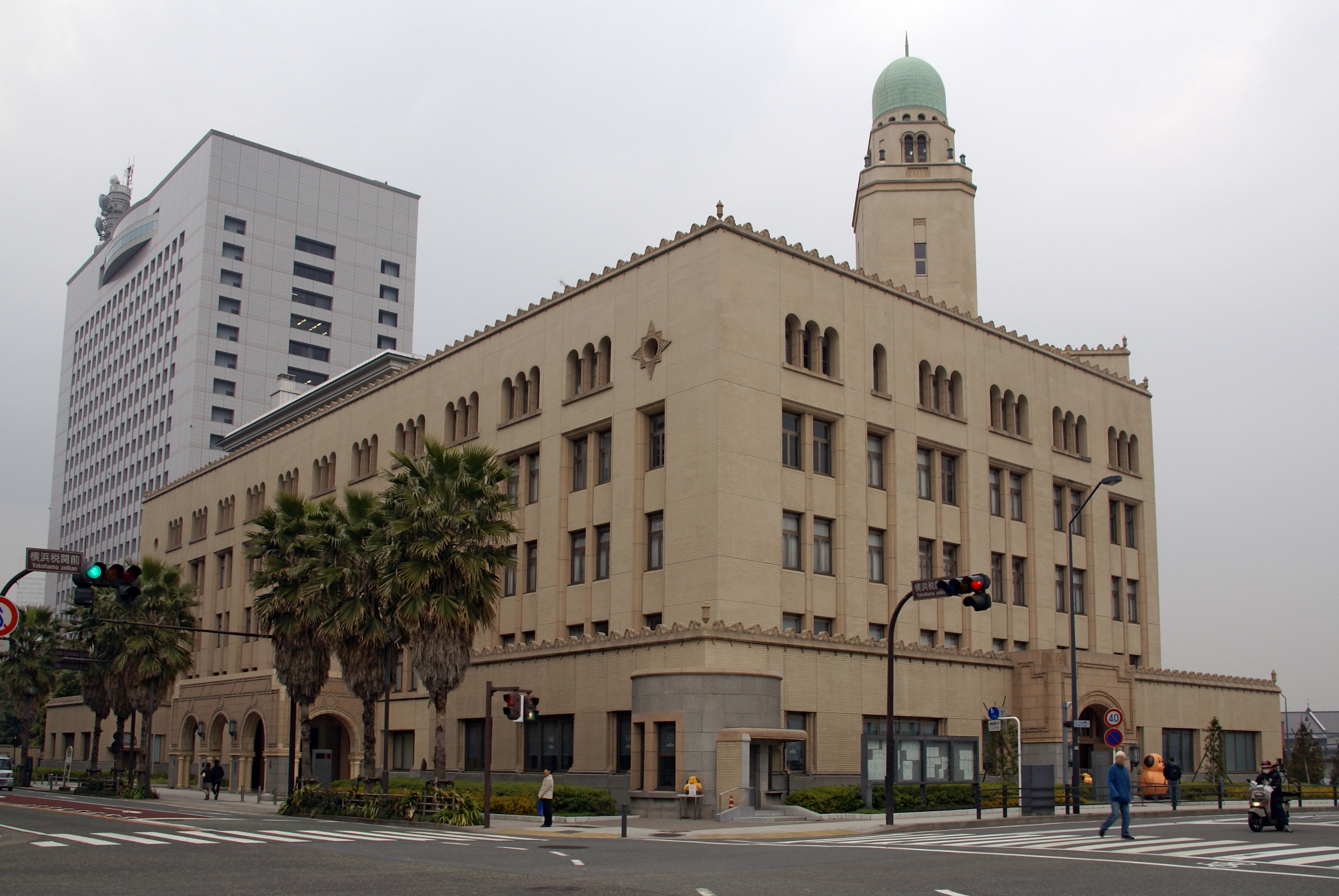
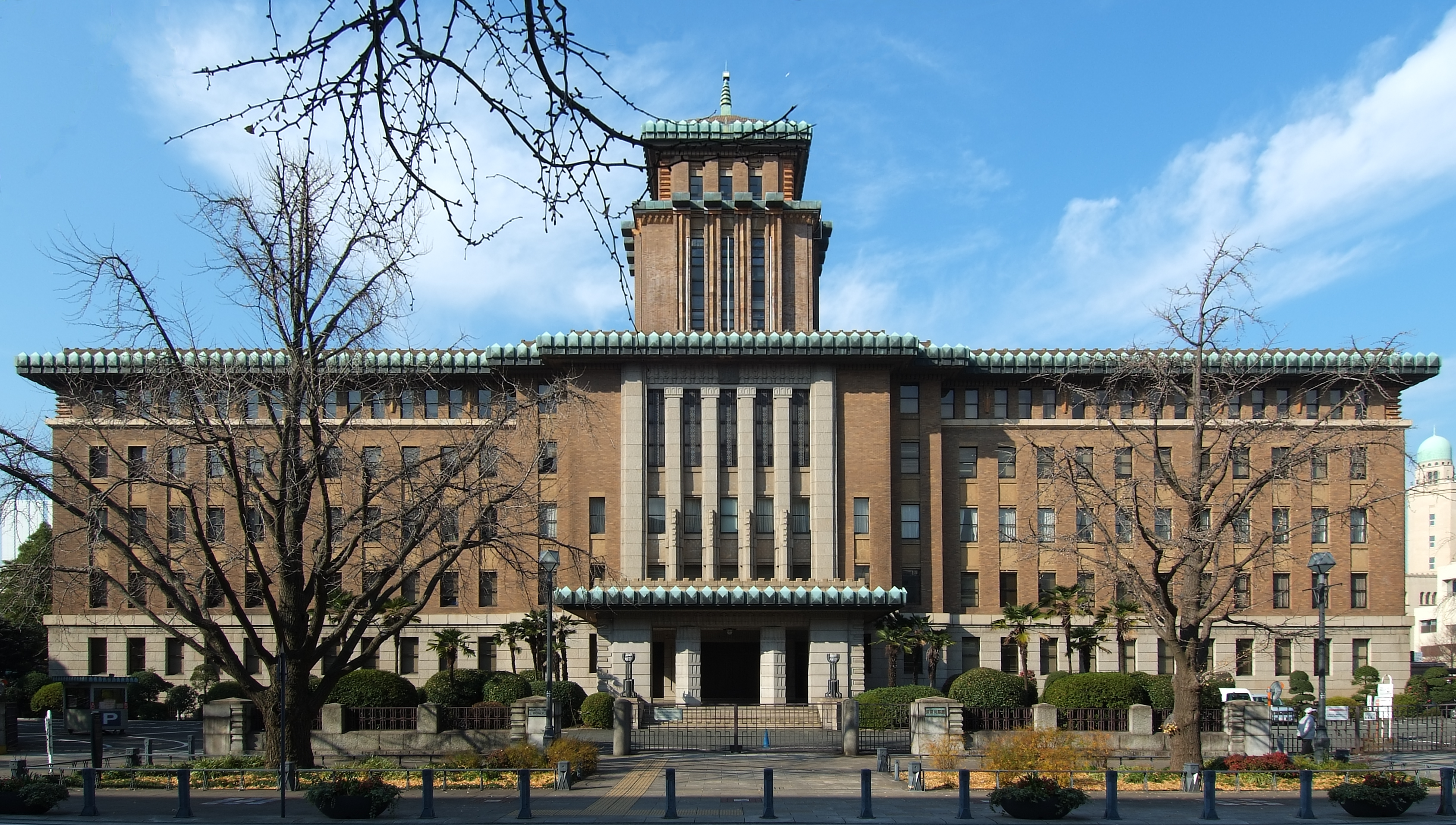
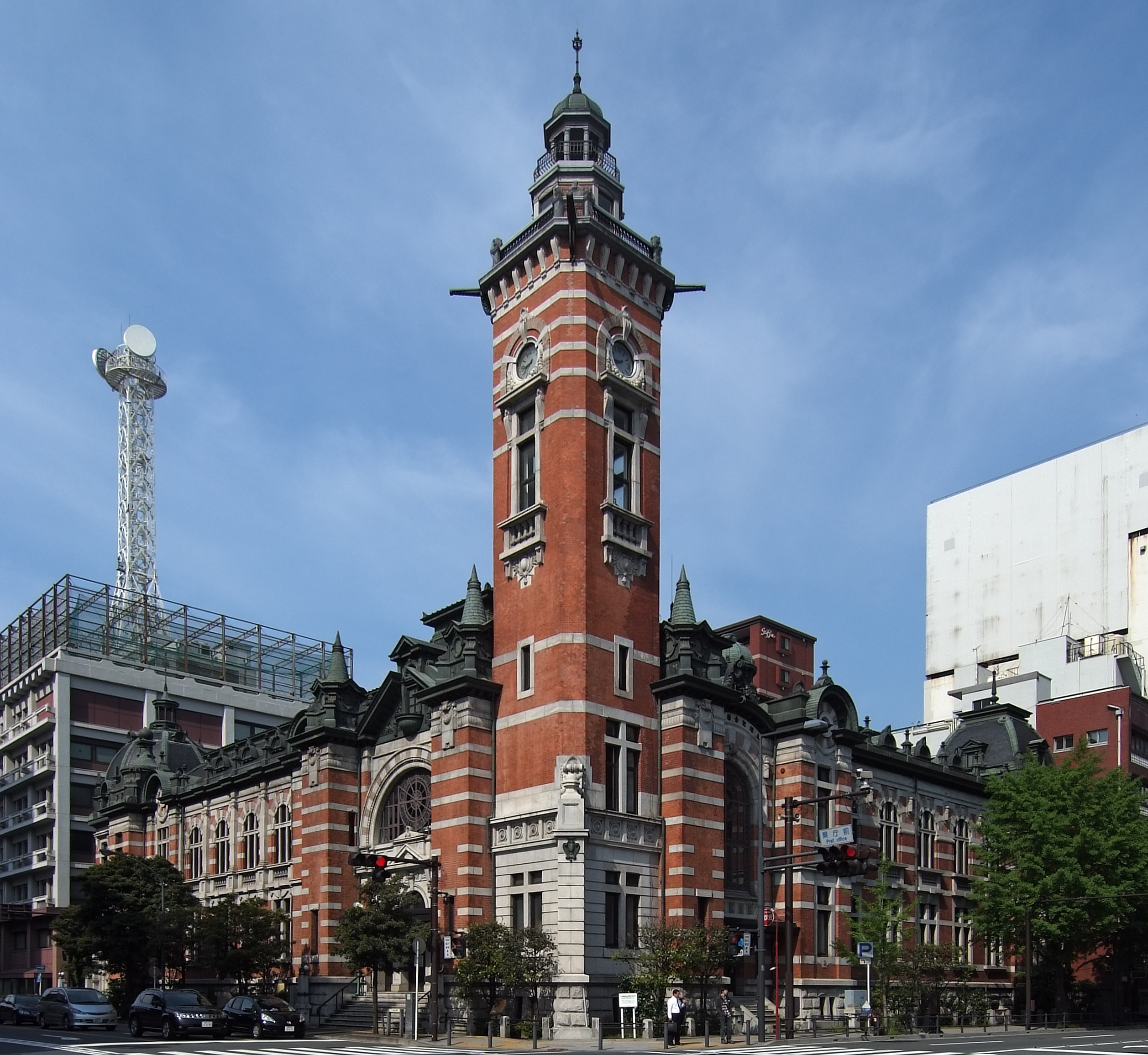
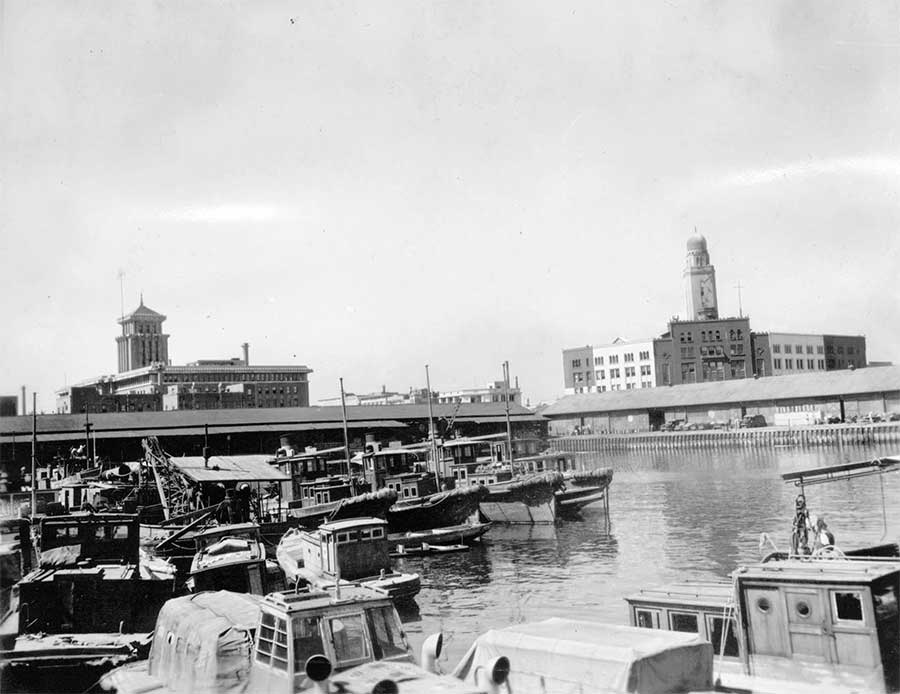